# Exploited (film)
Exploited è un film del 2022 diretto da Jon Abrahams.

## Trama
Brian, matricola del college, scopre nella sua stanza del dormitorio una chiavetta USB contenente i file di un modello che interagisce in webcam con i clienti. L'ultimo video termina però con quello che potrebbe essere un omicidio. Ossessionato dall'idea di scoprire cosa è accaduto, Brian si mette ad indagare con l'aiuto dei suoi amici.